# Gozdnica (szczyt)
Gozdnica (niem. Engelberg)  – wzniesienie (316 m n.p.m.) w Masywie Ślęży, na Przedgórzu Sudeckim. W przeszłości góra nazywana była Górą Anielską. 
Etymologia powojennej nazwy wiąże się ze strp. słowem „gwozd, gozd” oznaczające „las”.   

## Położenie
Wzniesienie położone na obszarze Ślężańskiego Parku Krajobrazowego w północno-wschodniej części Masywu Ślęży, na południowy zachód od miejscowości Sobótka. Od strony południowej Gozdnica oddzielona jest Przełęczą pod Wieżycą od Wieżycy.
Wzniesienie zbudowane jest ze skał metamorficznych – amfibolitów. Jest to wzniesienie w kształcie stożka o stromych zboczach, z wyraźnie zaznaczoną częścią szczytową o płaskim wierzchołku. Wzniesienie w całości porośnięte jest lasem mieszanym regla dolnego. Na zboczach wśród lasu występują grupy skał. Na południowo-zachodnim zboczu u podnóża góry znajdują się wyrobiska prehistorycznego kamieniołomu.  
Na południowo-wschodnim rozległym zboczu w pobliżu przełęczy rozciąga się obszerna łąka. Na stoku do 2009 roku funkcjonowała narciarska trasa zjazdowa „Janosik” z wyciągiem o długości 300 m. 

## Turystyka
Przez wschodnie zbocze góry przechodzi pieszy szlak turystyczny:
 – żółty z Sobótki przez Ślężę do Świdnicy.
U północnego zbocza na Przełęczy pod Wieżycą stoi Dom Turysty „Pod Wieżycą”.
Na obszarze wzniesienia odkryto fragmenty kręgu kamiennego.